# Einachswagenschieber

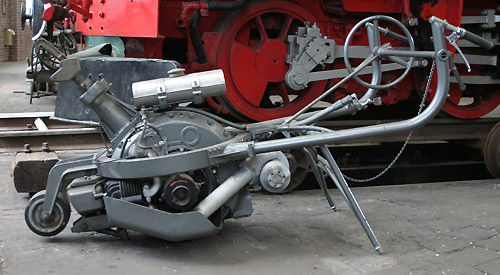
Einachswagenschieber der ILO-Motorenwerke
vor einer Dampflok abgestellt (nicht im Einsatz)

Der Einachswagenschieber war ein Rangiermittel zum Rangieren einzelner Güterwagen. Er wurde zur rationelleren Gestaltung der Rangierarbeiten in Betrieben mit geringem Aufkommen von zu rangierenden Fahrzeugen entwickelt. So konnten ohne den Einsatz von Lokomotiven mit geringem Aufwand einzelne Eisenbahnwagen bewegt werden. Der Einachswagenschieber verfügt über einen relativ schwachen Motor (ca. 4 kW) und wird zwischen Unterseite der Wagen und Schiene gepresst. So entsteht der nötige Achsdruck des Einachswagenschiebers auf der Schiene, um den Wagen zu bewegen.
Ein Exemplar der ILO-Motorenwerke aus Pinneberg ist als Ausstellungsstück im Eisenbahnmuseum Bochum-Dahlhausen zu besichtigen. Weitere Exemplare sind im Bayerischen Eisenbahnmuseum Nördlingen, Technik-Museum Speyer und Eisenbahnmuseum Neustadt/Weinstraße ausgestellt.